# Titeuf
Je komični strip, ki ga je ustvaril Švicar Zep. Govori o fantu z blond čupico, ki se mu dogajajo smešne stvari. Je sodoben fant, ki že govori o spermijah in semenčicah in z mladostniškim naglasom. Primeren je za otroke, stare od 9 do 16 let. Do sedaj sta v Sloveniji izšli dve knjigi: Moji najbolši prjatli in Ne mi težit! Po stripih so ustvarili risanke in daljši risani film.

## Glavni liki

### Titeuf
Fant z blond čupico, ki že govori o stvareh za starejše. Ima prijatelja Perota in zaljubljen je v sošolko Nadjo. Starši mu po njegovem mnenju težijo, sploh pa njegova sestrica Zizika. Njegovo ime izhaja iz francoske besede tete'd oeuf, kar pomeni jajčasto glavo (Titeuf ima rahlo jajčasto glavo).

### Nadja
Titeufova sošolka. Vanjo je Titeuf zaljubljen, vendar ga ne mara. Zaradi nje je on dobil že veliko poškodb in udarcev.

### Pero(Peter)
Titeufov prijatelj z očali. Je prijazen fant, vendar skoraj isti kot Titeuf, le, da ima črne lase in očala.

### Cvetko
Debeli prijatelj Titeufa, ki se pogosto smeje. Ima špičaste rdeče lase in oblečen je v rdečo (njegova njajljubša barva: rdeča).

### Živko(Žifko)
Titeufov sovražnik. Je podoben Perotu, le da nima očal. Ima govorno napako: pri nekaterih črkah reče f namesto tiste črke.

### Starši
Po mnenju Titeufa naj bi mu ves čas težili. 

### Zizika
Titeufova mlajša sestra. On je nemara, zato ji pogosto odvrne pozornost. 

### Učiteljica
Gospa z modro majico in očali. V roki ima palico (kot v stripu Calvin in Hobbes ga. Lubadar). Je zelo stroga.